# Karate
Karate (japansk: 空手) kan oversættes til "tom hånd (te)" og er en japansk kampsport, hvis rod kan spores til Okinawa, der havde et selvstændigt kongerige, Kongeriget Ryukyu (琉球王国 Ryuukyuu Oukoku), der eksisterede indtil år 1879.
Karate er baseret på shin-budo, der er et system med spirituel disciplin, fysisk uddannelse, selvforsvar og for nogle karateretninger sportskonkurrence.
Karate består overvejende af slag, spark og blokeringer; men afhængig af stilart indgår der også varierende grader af kast, holdegreb og låse.
Der eksisterer adskillige stilarter inden for karate, hvor denne artikel overordnet beskriver karate. Der henvises til de respektive artikler, der nærmere beskriver de specifikke stilretninger.

## Historie

### Før år 1879
Karate har rødder i Okinawan kobudo, der er kampformer fra det selvstændige Kongeriget Ryukyu (琉球王国, Ryuukyuu Oukoku), hvis kongerige omfattede det meste af Ryukyuøerne og dermed øen Okinawa.

### Efter år 1879
I år 1879 blev monarkiet i Okinawa afskaffet og Okinawa blev underlagt Japan som et præfektur.
I løbet af det 19. århundrede blev Okinawa således assimileret i den japanske kultur, hvor den okinawa-te uddannelsesmæssigt blev kendt, dog ikke systematisk. Anko Itosu og Kanryo Higaonna begyndte at formalisere okinawa-te i det første årti af det 20. århundrede.
Den japanske regering autoriserede inklusionen af "te", som fysisk uddannelse i skolerne på Okinawa i 1903.
I år 1916 i Kyoto og i år 1922 i Tokyo foretog Gichin Funakoshi demonstrationer, hvor kampformen stadigvæk var kendt under betegnelsen ’okinawa-te’ eller ’to-de’. Efterfølgende blev begrebet "te" (手) ændret til "karate-jutsu" (唐手術), der betød "kinesisk håndkunst".
Nogle år efter introducerede Funakoshi kampformen under den nye betegnelse ’karate’, hvor Funakoshi nu angav betydningen af ’karate’ til at være ’tom-hånd’.
I 1932 havde alle universiteterne i Japan en dojo (træningslokale), hvor der blev trænet karate-jutsu. Omkring dette tidspunkt blev begrebet karate-jutsu forkortet til "karate", hvor idegrammerne blev ændret fra 唐手術 til 空手.
I år 1935 blev karate formelt accepteret af den japanske organisation Dai Nippon Butokukai, der i øvrigt blev dannet i 1895.
Med besættelsen af Japan i forbindelse med 2. Verdenskrig i 1945, blev den japanske Dai Nippon Butokukai som organisation forbudt af De Allierede styrker. Imidlertid blev forbuddet ikke håndhævet af De Allierede styrkers for karates vedkommende. Årsagen til undtagelsen for forbuddet er blevet forklaret af den tidligere formand for Japan Karate Association, Masatoshi Nakayama, som har udtalt til forfatteren Randall G. Hassell, citat:
| Citat                       | The edict of the GHQ (General headquarters of Allied Powers) was worded in such a way that it included karate as a part of judo. I had a friend who knew the head of the Education Bureau at the Ministry of Education, and he helped us convince the allied powers that karate was not part of judo at all. Using the premise that karate was actually a form of Chinese boxing—a sport—we received permission to practice. The GHQ thought karate was just a harmless pastime! So, while the other martial arts had to wait until the ban was lifted in 1948, we were able to practice and progress | Citat |
| Hassell, Randall G, 1983:47 | |       |

## Terminologi af ordet karate
Ordet 'karate' på japansk kan oversættes med "tom hånd". I dag bruges ordet karate også ofte om stilarter med oprindelse i andre lande. Man kan opstille 2 måder at definere karate på, med faldende grad af specificitet:
1. Karate blev tidligere skrevet med 唐手, og har rod i Okinawa.[11]
2. Karate er en japansk kampsport, der skrives med tegnene 空手.[11]

## Karatestilarter
Der eksisterer mere end 70 forskellige karatestilarter. Den mest udbredte karatestilart er Goju-ryu, efterfulgt af Shotokan, Wado-ryu og Kyokushin. Nogle stilretninger, som Goju-ryu, har tilføjet ordet "ryu" i deres navn, hvilket betyder "skole" eller "stilart" på japansk.
Stilartene udøves ofte i form af formaliserede øvelser i form af kata og embu (formaliseret kamp). Inden for nogle stilarter afholdes også konkurrencer, som afhængig af stilarten kan være med eller uden kontakt mellem modstanderne. Karate kan også bruges til selvforsvar.

### Frikamp (Jiyu Kumite)
Nogle stilarter indeholder frikamp (japansk: 自由組み手 Jiyū kumite) (shiai). Under frikamp konkurrerer to modstander improvisativt mod hinanden, bundet af et forudbestemt regelsæt. Når et sportsstævne afholdes kan der eksempelvis gives point for en "effektiv teknik". I karate med knockdown-regler er en effektiv teknik, hvis udøveren får lov til at 'sunde sig' efter slaget/sparket. I konkurrence hvor der anvendes markeringsteknikker, er det teknikkens udførelse samt råbet (kiai), der scores point på. De forskellige regelsæt, der eksisterer under forskellige typer af konkurrencer er følgende:
- Markering
- Knockdown
- Moderat Knockdown
- Semi-kontakt
- Fuld Kontakt

I pointsystemet under frikamp eksisterer tre forskellige typer af scoringer: Yuko (1 point), Waza-ari (2 point) og Ippon (3 point). Eksempelvis gives point med markeringsregler ved følgende teknikker:
- Yuko: Gives for en vellykket teknik med bagerste hånd til maven eller hovedet, eller for en vellykket teknik med forreste hånd til hovedet.
- Waza-ari: Gives for en vellykket benteknik til maven.
- Ippon: Gives for en vellykket balancebrydende teknik med opfølgende teknik svarende til en Yuko, eller en vellykket benteknik til hovedet eller hvis det lykkes at nedlægge modstanderen og lave en opfølgende håndteknik.